# 421 (szám)
A 421 (római számmal: CDXXI) egy természetes szám, prímszám.

## A szám a matematikában
A tízes számrendszerbeli 421-es a kettes számrendszerben 110100101, a nyolcas számrendszerben 645, a tizenhatos számrendszerben 1A5 alakban írható fel.
A 421 páratlan szám, prímszám. Normálalakban a 4,21 · 102 szorzattal írható fel.
A 421 az első szám, ami minden nála kisebb számnál több, 32 különböző szám valódiosztó-összegeként áll elő, ezért erősen érinthető szám. (A238895 sorozat az OEIS-ben)
A 421 négyzete 177 241, köbe 74 618 461, négyzetgyöke 20,51828, köbgyöke 7,49481, reciproka 0,0023753. A 421 egység sugarú kör kerülete 2645,22101 egység, területe 556 819,02351 területegység; a 421 egység sugarú gömb térfogata 312 561 078,5 térfogategység.
A 421 helyen az Euler-függvény helyettesítési értéke 420, a Möbius-függvényé −1.